# Astronomska konstanta
Astronómska konstánta je fizikalna konstanta, ki ima velik pomen v astronomiji.
Astronomske konstante so merili v različnih obdobjih. Newcomb je meril več konstant, še posebej lunisolarno in splošno precesijo, in do leta 1899 končal z delom na svojem sistemu astronomskih konstant.
Med prvimi izmerjenimi astronomskimi konstantami so bile: Zemljin polmer, razdalja Lune od Zemlje, Lunin polmer in astronomska enota. Zemljin premer je prvi izračunal Eratosten okoli leta 240 pr. n. št. Hiparh je okoli leta 136 pr. n. št. ob Luninih mrkih na eno stotinko natančno določil Lunino polos z vrednostjo 60 Zemljinih polmerov. Določil je tudi Lunin polmer z vrednostjo 1/3 Zemljinega. Astronomsko enoto je dokaj točno določil Foucault leta 1962 s konstanto aberacije, prvi pa jo je določil Aristarh, nenatančno, predvsem zaradi malomarnosti meritev.

## Pregled astronomskih konstant
| količina                                  | oznaka (enota)                                                                                            | vrednost/enota                  | {\displaystyle u_{r}\,} |
| ----------------------------------------- | --- | ------------------------------- | ----------------------- |
| astronomska enota                         | a.e. | 149.597.870.691 m               | ± 30 m                  |
| svetlobno leto                            | sv. l. | 9.460.730.472.580.800 m         |                         |
| parsek                                    | pc | 30.856.775.812.815.532 m        |                         |
| hitrost svetlobe v vakuumu                | {\displaystyle c\,}, {\displaystyle c_{0}\,}                                                              | 299.792.458 m s-1               | določena                |
| gravitacijska konstanta                   | {\displaystyle \kappa \,}, {\displaystyle G\,}, {\displaystyle {\mathcal {G}}}, {\displaystyle \gamma \,} | 6,67428 ×10−11 m3 kg−1 s −2     | ± 0,00067 m3 kg−1 s −2  |
| Gaussova gravitacijska konstanta          | {\displaystyle k\,}                                                                                       | 0,01720209895 A3 D−2 S−1        | določena                |
| Zemljin polmer na ekvatorju               | {\displaystyle r_{\oplus }\,}, {\displaystyle r_{\rm {Z}}\,}, {\displaystyle r_{\rm {E}}\,}               | 6.378.137 m                     |                         |
| Zemljina masa                             | {\displaystyle m_{\oplus }\,}, {\displaystyle m_{\rm {Z}}\,}, {\displaystyle m_{\rm {E}}\,}               | 5,973 6 ×1024 kg                |                         |
| solarna konstanta                         | {\displaystyle j_{\odot }}, {\displaystyle j_{\rm {S}}\,}                                                 | 1366 W m−2                      |                         |
| Sončev polmer                             | {\displaystyle r_{\odot }}, {\displaystyle r_{\rm {S}}\,}                                                 | 6,960 ×108 m                    |                         |
| Sončeva masa                              | {\displaystyle m_{\odot }\,}, {\displaystyle m_{\rm {S}}\,}                                               | 1,988 5 ×1030 kg                | ± 0,0003 kg             |
| Sončev izsev                              | {\displaystyle L_{\odot }\,}, {\displaystyle L_{\rm {S}}\,}                                               | 3,827 ×1026 W                   |                         |
| platonsko leto                            | | 25.765 let (25.777, 25.868 let) | okvirna vrednost        |
| galaktično leto                           | GY | (225 do 250) ×106 let           |                         |
| Lunina masa                               | {\displaystyle m_{\rm {L}}\,}                                                                             | 7,347 7 ×1022 kg                |                         |
| Jupitrova masa                            | {\displaystyle m_{\rm {J}}\,}                                                                             | 1,898 6 ×1027 kg                |                         |
| nagib Zemljine vrtilne osi (epoha 2000,0) | {\displaystyle e\,}                                                                                       | 23° 26′ 21,448″                 |                         |
| konstanta nutacije (epoha 2000,0)         | {\displaystyle \epsilon \,}                                                                               | 9,210 9"                        |                         |
| sidersko leto                             | {\displaystyle S\,}                                                                                       | 365,256 4 d                     |                         |
| tropsko leto (epoha J2000,0)              | {\displaystyle T\,}                                                                                       | 365,242 189 670 d               |                         |
| gregorijansko leto                        | | 365,242 5 d                     |                         |